# غيندون دروب
غيندون دروب (1391 – 1474) يعتبر الأول في خط دالاي لاما التبت. وهو مؤسس ورئيس دير تاشيلهونبو في وسط التبت. وفي فترة القرن الرابع عشر تطورت عقيدة إعادة تجسد اللاما لذلك يؤمن البوذيين بأن كل الدالاي لامات الذين خلفوا غيدون دروب كانوا إعادة لولادته وتجسده في العالم، كما أنهم (أي جميع من تقلد مهمة الدالاي لاما) كانوا ظهوراً فسيولوجياً لبوديساتفا الرحمة.
ولد غيندون دروب في إسطبل للماشية لأبوين من البدو وكان اسمه العلماني بيما دورجه، عمل في الرعي حتى سن السابعة ومن ثم بدأ دراسته الأولية في كتابة وقراءة التبتية مع غيا-تون تسيندا بالا، وفي عمر الرابع عشرة نذر كراهب مبتدئ لخينشين دروبا شيراب رئيس دير نارثانغ والذي أعطاه اسمه الديني غيندون دروبا. بعدها عام 1411 م تلقى نذور غيلونغ (النذور الكاملة) في نفس الدير.
وفي عام 1416 م أصبح تلميذاً لتسونغخابا موجد فرع القبعات الصفر (غيلوغبا) في الرهبنة البوذية. وبسبب ولاءه وتفانيه لتسوننغخابا جعل منه معلمه التلميذ الرئيسي له. عام 1447 م أوجد غيندون دروب دير تاشيلهونبو والذي غدا واحد من أكبر المدارس الرهبانية لجماعة القبعات الصفر في العالم.
اشتهر الدالاي لاما الأول بأنه كان شخص استثنائياً ذو معرفة وحكمة واسعة، وبأنه كان شغوفاً بالدراسة والتمرين والكتابة حيث كتب أكثر من ثمانية كتب تتمحور مواضيعها حول فهمه لتعاليم ولفلسفة بوذا. في عام 1474 م وفي عمر الرابعة والثمانين توفي غيندون دروب أثناء قيامه بالتأمل في دير تاشيلهونبو.

## مواضيع ذات صلة
- البوذية
- الدالاي لاما

## روابط خارجية
- غيندون دروب على موقع الموسوعة البريطانية (الإنجليزية)